# トゥドゥック区
座標: 北緯10度51分20秒 東経106度45分5秒 / 北緯10.85556度 東経106.75139度
トゥドゥック区（トゥドゥックく、ベトナム語：Quận Thủ Đức / 郡守德）は、ベトナム・ホーチミン市にかつて存在した区の1つ。2020年12月9日に2区・9区と合併してトゥドゥック市となり消滅した。

## 行政
トゥドゥック区は12の坊（Phường）を管轄していた。住所表記では坊が略称で書かれることが多い（例：Phường Phạm Ngũ Lão → P. PNL）
- ヒエップビンチャイン（Hiệp Bình Chánh / 協平正）
- ヒエップビンフオック（Hiệp Bình Phước / 協平福）
- タムフー（Tam Phú / 三富）
- タムビン（Tam Bình / 三平）
- リンチエウ（Linh Chiểu / 靈沼）
- リンドン（Linh Ðông / 靈東）
- リンタイ（Linh Tây / 靈西）
- リンスアン（Linh Xuân / 靈春）
- リンチュン（Linh Trung / 靈中）
- ビント（Bình Thọ / 平壽）
- ビンチエウ（Bình Chiểu / 平沼）
- チュオント（Trường Thọ / 長壽）